# Василий Фесенков
Василий Григориевич Фесенков (на руски: Васи́лий Григо́рьевич Фесе́нков) е руски астроном, доктор по физико-математическите науки, академик на Академия на науките на СССР, един от основателите на руската астрофизика. Занимава се с небесна механика, метеоритика, космогония, практическа астрофизика и други клонове на астрономията.

## Младост
Василий Фесенков е роден на 1 (13) януари 1889 в град Новочеркаск, Ростовска област на Русия, в семейството на преподавател по математика и физика. Именно в семейството се формира любовта му към астрономията и изучаването на звездите и космоса. Започва първите си астрономически наблюдения през ученическите си години, от покрива на къщата си, със самоделен телескоп. Първите открития, които прави, са с помощта на този, сглобен лично от него, телескоп.
През 1907 г. завършва реалната гимназия в Новочеркаск и става студент в Астрономическия отдел на Физико-математическия факултет на Императорския университет в Харков, който завършва 4 години по-късно. През 1908 г. работи като стажант в Ташкентската астрономическа обсерватория, а по-късните си практически занимания прекарва в Харковската астрономическа обсерватория. Студентските трудове на бъдещия учен показват голям потенциал и се превръщат в събитие в научния живот на своето време. Още във втори курс публикува работата си „Метод за определяне на слънчевия паралакс“. Университетската общност високо оценява изследването и моделирането на орбитата на кометата Морхаус, които извършва на база на данни, получени от най-големите обсерватории в света. За работата си „Окончателна орбита на кометата Морхаус“ получава златен медал от университета. Дипломира се през 1911 г.
През 1912 г. продължава обучението си в парижката Сорбона, а стажът му минава в обсерваториите на Париж и Ница. Две години по-късно защитава докторска степен по астрономия. Разработената от него тема „Зодиакална светлина“ е публикувана в „Аналите на Парижката обсерватория“. Прекарва около месец в Англия и в навечерието на Първата световна война се завръща в Русия. През 1915 г. започва работа като астроном-наблюдател към Харковския астрономически център.
През 1917 г. получава магистърска степен по астрономия и геодезия с тема на дисертацията „За природата на Юпитер“. Между 1915 и 1920 г. чете лекции в Императорския харковски университет в качеството си на асистент и преподава в Новочеркаския педагогически институт. През 1919 г. представя пред Харковския университет докторската си дисертация на тема „Еволюция на Слънчевата система“, но не се стига до защитата, тъй като в онзи момент академичните степени са премахнати.
В края на 1919 г. Фесенков се премества в Новочеркаск, където печели конкурс за длъжността преподавател по теоретична механика в Донския политехнически институт и по астрономия в Новочеркаския педагогически институт. Той обаче преценява условията за научна работа в Новочеркаск като незадоволителни и на следващата година приема предложение да се премести в Москва като председател на Организационния комитет на Главната астрофизична обсерватория.

## Зрялост
През 1923 г. Комитетът на обсерваторията е реорганизиран в Руски астрофизичен институт, който се занимава основно с теоретични разработки. Василий Фесенков става един от основателите му и негов пръв директор. Изпълнява длъжността в продължение на 7 години, когато институтът става част от Държавния астрономически институт „Павел Щернберг“. От 1933 г. е професор в него, а от 1936 , в продължение на 3 години, е негов директор. През 1924 г. организира към института наблюдателна станция в Кучино, прераснала по-късно в Кучинската астрофизична обсерватория, която оглавява. В същото време участва активно и в изграждането на Московския планетариум.
На 15 януари 1927 г. Фесенков е избран за член-кореспондент на Академията на науките на СССР към Математическия факултет, а от юни 1935 г. става академик към Факултета по математически и естествени науки (астрономия) на АН на СССР. През 1928 г. е одобрен за доктор по физика и математика, без да защитава дисертация.
През 1938 г. е избран за председател на Комисията при Президиума на АН на СССР за наблюдение на слънчевото затъмнение, което става през 1941 г. През април 1945 г., след смъртта на академик Владимир Вернадски, оглавява Комитета за метеоритите (КМЕТ) към АН на СССР и остава негов председател до 30 декември 1971. Член е на комисиите за изследване на Слънцето и тази за космогония на Физико-математическата катедрата към АН на СССР.
Василий Фесенков умира на 12 март 1972 г. в Москва. Погребан е в колумбария на Новодевическото гробище в града.

## Казахстан
По време на Великата отечествена война Василий Фесенков е евакуиран заедно с други учени в Казахстан. Прекарва голяма част от времето си в настаняване и устройване на евакуираните там научни работници и институции. Едновременно с това изнася лекции във Физико-математическия факултет на Казахстанския държавен университет. През този период води и курс по обща астрономия.
През 1942 г., докато е в Казахстан, организира създаването на Астрофизичния институт към казахстанския клон на Академията на науките на СССР, който от 1989 г. носи неговото име. Ръководи го от основаването му до 1964 г., а до 1966 г. е негов научен консултант. По инициатива и с пряко негово участие, в подножието на Ала-Тау, в околностите на Алма-Ата (Алмати) е построена планинската астрофизична обсерватория „Каменско плато“. Много преди края на строителството ѝ Фесенков организира наблюдения за изследване на зодиакалната светлина, блясъка на нощното и дневното небе, интегралното сияние на Млечния път, прозрачността на атмосферата и други. Резултатите от тези изследвания са отразени в монографията му „Метеоритната материя в междупланетното пространство“. Създава и изследователска школа за астрономи и астрофизици, които носят названието „фесенковци“.
На 31 май 1946 г. е създадена Академията на науките на Казахската ССР и Василий Фесенков е сред първите 14 академици, одобрени от Съвета на народните комисари на Казахската ССР. На следващата година е удостоен с почетното звание „заслужил учен на Казахстанската ССР“.

## Експедиции
Научната дейност на Фесенков не се ограничава само до тясната рамка на теоретичните разработки. Значителна част от най-ценните материали е получена от него по време на многобройните експедиции, които ръководи или участва. Става организатор на много проучвания на място, където учените извършват уникални астрономични и метеорологични наблюдения – през 1921 в Кавказ, в Усурийската тайга, в планините на Заилийски Алатау. Взима участие в няколко експедиции за наблюдение на пълни слънчеви затъмнения – през 1914 г. в украинския град Геническ, 1927 г. в Малмбериет в Швеция и други.(7)
През 1928 г. участва в експедиция до северното крайбрежие на Черно море, за изучаване на някои въпроси на атмосферната оптика, сиянието на нощното небе и определяне на цветовите температури на звездите. За наблюдение на пълните слънчеви затъмнения през 1936 г. заминава за Костанай, Казахстан и през 1941 г. в Алма-Ата. През същата година пътува и с експедиция в Централна Азия за наблюдение на зодиакалната светлина. През 1957 г. ръководи експедиция до Асуан в Египет, отново за изучаване на зодиакалната светлина, но този път в ниски географски ширини. В трудните условия на Либийската пустиня извършва наблюдения с помощта на бинокулярен фотометър, който сам е проектирал.
През 1947 г. Фесенков пътува до мястото на падането на Сихоте-Алинския метеорит в Усурийската тайга, където заедно с астронома и геолог Евгений Кринов провеждат проучвания на кратерното поле, организират събирането на части от метеоритния дъжд и разкопават отделни кратери. Геолозите преброяват около 30 кратера, провеждат подробно проучване на мястото на катастрофата, разпитват очевидци и събират няколко тона отделни екземпляри и фрагменти от метеорита. В резултат от обработката на получения материал Фесенков определя орбитата на метеорита в междупланетното пространство и доказва, че преди срещата си със Земята Сихоте-Алинският метеоритът всъщност е бил типичен астероид.

## Научна дейност
Обхватът на научната дейност на Василий Фесенков е много широк. Занимава се с небесна механика, фотометрия, физика на Слънцето, звездите и планетите, Луната, мъглявини, звездна астрономия, атмосферна оптика, структура на атмосферата, природата на зодиакалната светлина и контраизлъчването, метеоритика, космогония, история на астрономията, проектиране на инструменти.
Той е един от основателите на руската астрофизика. През 1914 г. за първи път провежда фотометрично изследване на зодиакалната светлина с помощта на проектиран от него фотометър и на тази основа получава данни за разпределението на междупланетния прах. Доказва, че материята, която определя зодиакалната светлина, е продукт от разпадането на комети и отчасти на астероиди. Изказва предположението, че Тунгуският метеорит всъщност е ядро на малка комета. Съставя каталог с величини и цветни индекси на 1290 звезди до 9-а звездна величина.
През същата година Фесенков открива зависимостта на степента на поляризация на слънчевата корона от позиционния ъгъл, което потвърждава несъстоятелността на сферичната симетрия на модела на слънчевата корона. Извежда стойността на общата маса прашна материя в Галактиката, определяйки я на 108 слънчеви маси. Ръководи работата за определяне на скоростта и посоката на движението на Слънцето, като анализира радиалните скорости на 2666, и общите скорости на 1150 звезди.
В периода от 1919 до 1922 изследва проблема за произхода на Слънчевата система, като взема предвид свойствата на околослънчевия кометен облак и особеностите на химичния състав на метеоритите. Според неговата хипотеза Слънцето и планетите са се образували едновременно от газови и прахови мъглявини в единен процес на развитие.
Разработва критерии за приливната устойчивост на небесните тела, които обясняват много от структурните особености на Слънчевата система, както и образуването и еволюцията на газово-праховите мъглявини. Изучава въпроса за образуването на органична материя във Вселената и обосновава заключението си, че е невъзможно на Марс и другите планети да съществуват висши форми на растителност. Показва, че екваториалното ускорение на Слънцето може да бъде следствие от неговото гравитационно свиване.
През 1935 г. разработва метод за определяне на поглъщането на светлината в тъмните мъглявини. Извършва продължителни измервания на яркостта на дневното небе, зодиакалната светлина, контраизлъчването, здрачното небе и стига до извода, че Земята има газова опашка, насочена в противоположна на Слънцето посока. Данните от изследванията на слабото сияние на нощното небе в различни периоди от денонощието, събрани и изследвани от Фесенков, представляват голям интерес за съвременните изследователи. Всъщност днес, поради голямото количество „светлинен шум“, излъчващ се както от Земята, така и отразен от огромен брой изкуствени обекти в космоса, получаването на надеждни неизкривени данни е голям проблем за изучаване на космоса.
През 1943 г., използвайки метода на поляризация, Фесенков определя горната граница на плътността на лунната атмосфера, както и топлинния капацитет на лунната повърхност и предлага модел за нейните морфологични характеристики.
През 1944 г. разработва теория за разпределението на яркостта върху диска на Марс. Определя атмосферното налягане в долната част на марсианската атмосфера чрез нейните разсейващи свойства. Разработва метод за определяне на абсорбцията в атмосферата на Юпитер, а през 1952 г. излага хипотеза за образуването на ивиците на тази планета.
В областта на звездната физика Фесенков е известен със своите изследвания на цвета на звездите и зависимостта му от положението на всяка звезда спрямо основната равнина на Галактиката. Звезди, близки до тази равнина изглеждат червени, поради поглъщането на светлината от галактическия прах. Открива звездни вериги, разположени по нишките на междузвездния газ, които са свързани с него с общия си произход.

## Обществена дейност
Фесенков успява да съвмести научната си и преподавателска работа с обществени и политически дейности. За да се публикуват резултатите от различни астрономическите изследвания, през 1924 г. основава „Астрономическо списание“, на което е главен редактор до 1964 г. Списанието получава световно признание и се издава и до наши дни. Освен това е член на редколегията на списанията „Природа“ (1951), „Научно-популярна литература“ (1957), „Земя и Вселена“ (1964) и други.
От 1936 г., в продължение на 2 години е председател на Астрономическия съвет на Академията на науките на СССР и след това остава негов член. От 1938 г. е член на Международния астрономически съюз (1938).
През 1948 г. е избран в градския съвет на Алма-Ата, а през 1955 г. – за депутат и заместник-председател на Върховния съвет на Казахстанската ССР, с което е ангажиран в продължение на 4 години.

## Основни трудове
- 1915 г. – Определяне на албедото на Земята (на френски).[10]
- 1917 г. – За природата на Юпитер.[1]
- 1917 г. – За момента на количеството на движение на Слънчевата система от гледна точка на космогоничната хипотеза на Лаплас.[10]
- 1924 г. – Звезди.[10]
- 1929 г. – Метод за намаляване на интензитета на планетарните изображения за ефекта на дифракцията. (на френски)[10]
- 1931 г. – Влияние на линиите на абсорбция на водорода върху колориметричното определяне на звездните температури.[10]
- 1931 г. – Определяне на слънчевата константа.[10]
- 1931 г. – Предварително изследване на мъглявината Орион. (на английски)[10]
- 1931 г. – Горнопалеозойската фауна в планините Хараулах.[10]
- 1932 г. – Принос към фотометричната теория на лунните затъмнения. (на английски)[10]
- 1934 г. – Изследване на стратосферата чрез фотометричен анализ на здрачното небе.[10]
- 1944 г. – Космогония на Слънчевата система.[1]
- 1946 г. – Обща астрономия.[2]
- 1947 г. – Метеоритната материя в междупланетното пространство.[1]
- 1948 г. – Космосът.[1]
- 1949 г. – Съвременни идеи за Вселената.[2]
- 1950 г. – Проблемът за еволюцията на Земята и планетите.[1]
- 1952 г. – Корпускулярното лъчение като фактор за еволюцията на Слънцето и звездите.[1]
- Изследване на структурата на атмосферата чрез фотометричен метод.[2]
- Изследване на спектралната чувствителност на фотографските плочи във визуалните лъчи на спектъра.[2]

## Награди
- 1945 г. – медал „За доблестен труд във Великата отечествена война от 1941−1945“
- 1947 г. – медал „В чест на 800-годишнината на Москва“
- 1947 г. – званието „Почетен учен от Казахската ССР“
- 1953 г. – Орден на Ленин, най-високият орден на СССР.
- 1954 г. – втори път с Орден на Ленин
- 1959 г. – Орден на Трудовото червено знаме
- 1969 г. – трети път с Орден на Ленин
- 1970 г. – медал „За доблестен труд“
- 1970 г. – медал „В чест на 100-годишнината от рождението на В. И. Ленин“

## Памет
- Един от кратерите на Луната е кръстен на Фесенков.[1][2]
- Неговото име носи астероидът 2286 Фесенков, открит на 14 юли 1977 г. от руския астроном Николай Черних.[2]